# Каган, Олег Моисеевич
Оле́г Моисе́евич Кага́н (21 ноября 1946, Южно-Сахалинск — 15 июля 1990, Мюнхен) — советский скрипач, заслуженный артист РСФСР (1986).

## Биография
Родился в Южно-Сахалинске, в семье врача; отец любил музыку и самостоятельно освоил скрипку. После переезда семьи в Ригу в 1953 году учился по классу скрипки в музыкальной школе при консерватории у Иоахима Брауна. В возрасте тринадцати лет известным скрипачом Борисом Кузнецовым был привезён в Москву и взят в его класс в Центральной музыкальной школе, а с 1964 года — в консерватории. В том же 1964 году Каган завоевал четвёртое место на конкурсе имени Энеску в Бухаресте, год спустя — выиграл Международный конкурс скрипачей имени Сибелиуса, ещё через год стал лауреатом второй премии конкурса имени Чайковского, а в 1968 году одержал убедительную победу на конкурсе имени Баха в Лейпциге.
После смерти Кузнецова Каган перешёл в класс Давида Ойстраха, который помог ему записать цикл из пяти скрипичных концертов Моцарта. С 1969 года началось многолетнее творческое сотрудничество Кагана со Святославом Рихтером, их дуэт вскоре стал всемирно известным. Позже Каган сблизился с крупнейшими музыкантами того времени — виолончелисткой Наталией Гутман (ставшей впоследствии его женой), альтистом Юрием Башметом, пианистами Василием Лобановым, Алексеем Любимовым, Элисо Вирсаладзе. Совместно с ними Каган играл в камерных ансамблях на фестивале в городе Кухмо (Финляндия) и на собственном летнем фестивале в Звенигороде. В конце 1980-х годов Каган планировал организовать фестиваль в Кройте (Баварские Альпы), но преждевременная смерть помешала ему осуществить этот замысел в полной мере (ему удалось всё же незадолго до своей кончины в последний раз сыграть там перед публикой). Фестиваль в Кройте, основанный вдовой скрипача Наталией Гутман и руководимый ею все последующие годы, проводится с тех пор в его память.
Олег Каган заслужил репутацию блестящего камерного исполнителя, хотя исполнял и крупные концертные сочинения. Большую известность получило, например, исполнение им совместно с Наталией Гутман Концерта для скрипки и виолончели с оркестром Брамса. Дуэту Кагана и Гутман посвятили свои сочинения Альфред Шнитке, Тигран Мансурян, Анатоль Виеру.
В репертуар Кагана входили сочинения современных авторов, редко исполнявшихся в то время в СССР: Хиндемита, Мессиана, композиторов Новой венской школы. Он стал первым исполнителем посвящённых ему произведений Альфреда Шнитке, Тиграна Мансуряна, Софии Губайдулиной. Каган также был блестящим интерпретатором музыки Баха и Моцарта. Многочисленные записи музыканта выпущены на компакт-дисках.
Скончался 15 июля 1990 года от рака. Похоронен в Москве на Ваганьковском кладбище.
В 1997 году режиссёр Андрей Хржановский снял фильм «Олег Каган. Жизнь после жизни».

## Семья
- Сестра — Алиса Моисеевна Каган (род. 1941), скрипачка Ярославского симфонического оркестра с 1962 года[2].
- Первая жена — Елизавета Ильинична Леонская, пианистка[3].
- Вторая жена — Наталия Григорьевна Гутман, виолончелистка, народная артистка СССР.
  - Дочь — Мария Каган, скрипачка, с 2004 года работает в симфоническом оркестре в Порту, (Португалия).
  - Сын — Александр Каган (род. 1984), скрипач, концертмейстер Бергенского оркестра.

## Память
- Музыкальный фестиваль имени Олега Кагана в Кройте (Германия)